# Кіберсоціалізація
Кіберсоціалізація — (від грец. Kybernetike — «мистецтво управління», від грец. kybernao — «правлю кермом, управляю», від грец. Κυβερνήτης — «керманич» + англ. socialization — соціалізація) (віртуальна комп'ютерна соціалізація особистості) як локальний процес якісних змін структури особистості, який відбувається в результаті соціалізації людини в кіберпросторі віртуального соціалізуючого інтернет-середовища, тобто у процесі використання його ресурсів і комунікації з віртуальними агентами соціалізації, які зустрічаються людині у глобальній мережі Інтернет (насамперед, у процесі листування за допомогою e-mail, на форумах, у чатах (йдеться про чати виду IRC (Internet Relay Chat), блогах, інтернет-пейджерах, телеконференціях та online-іграх)". Вперше термін «кіберсоціалізація» був введений російським науковцем В. А. Плешаковим у 2005 році.

## Зміст та дослідження поняття «кіберсоціалізація»
В. Плєшаков у своїх дослідженнях підкреслює, що з появою всесвітньої мережі Інтернет сучасна людина, як представник виду Homo Sapiens, на рубежі XX–XXI століть перетворюється на новий унікальний вид Homo Cyberus.
Соціолог С. В. Бондаренко визначає кіберсоціалізацію як інтеграцію користувача у соціокультурне середовище, що проходить за допомогою засвоєння технологій комунікації, інформаційної культури, соціальної навігації, інформаційної грамотності, а також соціальних норм, цінностей і рольових вимог.
У процесі кіберсоціалізації в людини виникає низка нових, фактично кіберонтологічних очікувань та інтересів, мотивів і цілей, потреб і установок, а також форм психологічної та соціальної активності, безпосередньо пов'язаних з кіберпростором.
Віртуальне середовище, поряд з природним, просторово-географічним, соціальним, культурним, ландшафтно-архітектурним тощо — відіграє значну роль як у повсякденному житті сучасної людини, так і в професійній діяльності.